# Saga Airlines
Saga Airlines es una aerolínea chárter con sede en Estambul, Turquía que da servicio a la industria del turismo.

## Historia
La aerolínea fue fundada en 2004 y comenzó a operar en junio del mismo año. Es propiedad de Abdulkadir Kolot, director de la aerolínea.

## Operaciones
Saga Airlines opera un amplio programa de vuelos chárter entre Turquía y países del norte de Europa para varios tour operadores. También provee aviones para su alquiler a otras aerolíneas.

## Flota

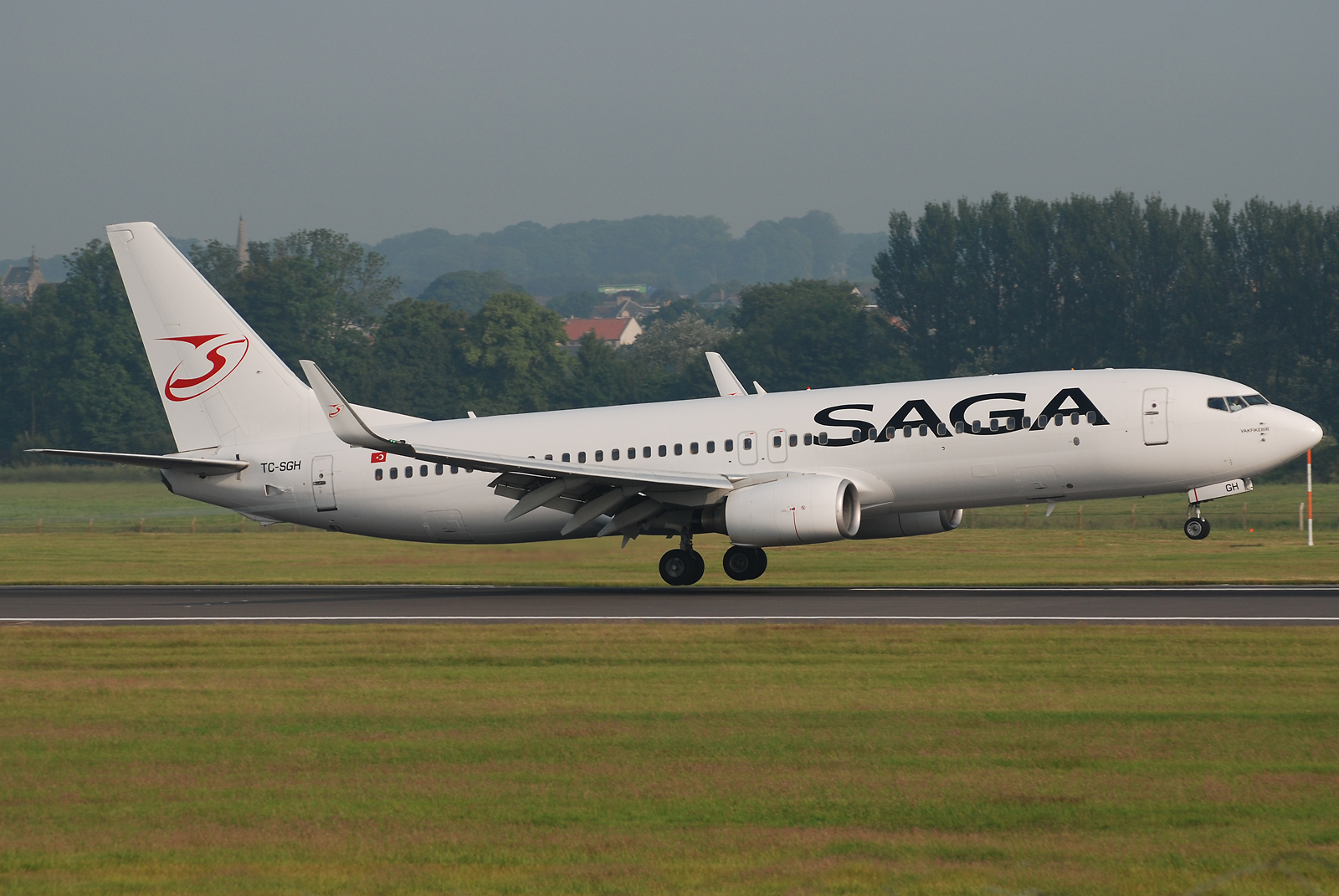
Boeing 737-800.

La flota de Saga Airlines se compone de las siguientes aeronaves (a 1 de diciembre de 2010):